# Teateråret 1942

## Händelser

### Okänt datum
- Gustaf Wally blir teaterdirektör för Oscarsteatern i Stockholm.
- Leif Juster startar Edderkoppen Teater i Oslo

## Årets uppsättningar

### Okänt datum
- August Strindbergs pjäs Hellas har Sverigepremiär i Dramatikerstudion [1].
- Teaterbåten har svensk premiär på Oscarsteatern i Stockholm
- Vilhelm Mobergs roman Rid i natt! dramataseras och uppförds på Dramaten i Stockholm
- Paul Sarauws pjäs Lille Napoleon har svensk premiär på Vasateatern i Stockholm
- Bertil Malmbergs pjäs Excellensen uruppfördes på Svenska Dramatikers Studio på Borgarskolan i Stockholm
- Gunnar Ahlströms pjäs Beredskap. Skådespel utan hjälte har premiär på Dramaten i Stockholm i regi av Alf Sjöberg
- Den modernistiska "kördikten" Narcis av Radovan Ivšić framförs av den teatergrupp han själv tillhör i Zagreb med omväxlande dialog mellan enskilda röster och kör. Den får spelförbud av den fascistiske riksföreståndaren Ante Pavelić personligen och begränsas till ett fåtal privata framföranden i regissören Vlado Habuneks lägenhet.